# البعض يكذب والبعض يموت
البعض يكذب والبعض يموت هي رواية للكاتبة البريطانية روث رندل، نشرت لأول مرة في عام 1973. وهي الرواية الثامنة في سلسلة المفتش ويكسفورد الشهيرة. تحول الكتاب عام 1990 إلى فيلم تلفزيوني من بطولة بيتر كابالدي.

## حبكة
خلال مهرجان موسيقى البوب في كينغسماركهام، الذي حضره حوالي 80 ألف معجب، اكتشفت جثة في محجر بجانب فستان أحمر. الضحية هي داون ستونور، يحقق المحقق ويكسفورد في مقتلها والتورط المحتمل لنجم المهرجان نجم الروك زينو فيداست.

## استقبال نقدي
استشهدت صحيفة نيويورك تايمز بالرواية عند نشرها باعتبارها من بين أفضل روايات رندل، حيث كتبت: "رندل، بطريقتها الهادئة، يمكنها تحريك الجبال". كما أشادت تقييمات كيركوس بالكتاب.